# متالواینوست
متالواینوست (به روسی: Металлоинвест) شرکت استخراج معادن و فلزات روسی است، که در زمینه تولید، بازاریابی و فروش فولاد، سنگ آهن، فلزات گران‌بها و لوازم فولادی، همچنین فلزشناسی فعالیت می‌نماید. 
شرکت متالواینوست در سال ۱۹۹۹ راه‌اندازی شد و در حال حاضر پس از شرکت‌های اوراز و نوولیپتسک استیل سومین شرکت بزرگ استخراج معادن روسیه می‌باشد.
دفتر مرکزی این شرکت در شهر مسکو قرار دارد. آلیشر عثمانف با در اختیار داشتن ۵۰٪ از سهام متالواینوست، مالک اصلی آن محسوب می‌شود.